# Kostanj, Kamnik
Kostanj este o localitate din comuna Kamnik, Slovenia, cu o populație de 47 de locuitori.